# Цзисін
Цзисін (кит. спр. 资兴市, піньїнь: Zīxīng Shì) — місто-повіт в південнокитайській провінції Хунань, складова міста Ченьчжоу.

## Географія
Цзисін лежить у центрі префектури на висоті близько 140 метрів над рівнем моря.

### Клімат
Місто знаходиться у зоні, котра характеризується вологим субтропічним кліматом. Найтепліший місяць — липень із середньою температурою 29,2 °C. Найхолодніший місяць — січень, із середньою температурою 6,2 °С.
| Клімат Цзисіна          | Клімат Цзисіна | Клімат Цзисіна | Клімат Цзисіна | Клімат Цзисіна | Клімат Цзисіна | Клімат Цзисіна | Клімат Цзисіна | Клімат Цзисіна | Клімат Цзисіна | Клімат Цзисіна | Клімат Цзисіна | Клімат Цзисіна | Клімат Цзисіна |
| Показник                | Січ.           | Лют.           | Бер.           | Квіт.          | Трав.          | Черв.          | Лип.           | Серп.          | Вер.           | Жовт.          | Лист.          | Груд.          | Рік            |
| Середній максимум, °C   | 10,2           | 13,5           | 17,7           | 23,9           | 28,2           | 31,2           | 34,3           | 32,9           | 29,2           | 24,4           | 18,9           | 13             | 23,1           |
| Середня температура, °C | 6,2            | 9,2            | 13             | 18,9           | 23,3           | 26,6           | 29,2           | 27,8           | 24,2           | 19,1           | 13,4           | 8,1            | 18,3           |
| Середній мінімум, °C    | 3,6            | 6,3            | 10             | 15,6           | 19,9           | 23,2           | 25,3           | 24,4           | 20,9           | 15,8           | 9,9            | 4,9            | 15             |
| Норма опадів, мм        | 79.7           | 114.3          | 163.2          | 192.8          | 188.2          | 190.0          | 120.6          | 175.6          | 83.5           | 68.9           | 66.6           | 51.2           | 1494.6         |
| Вологість повітря, %    | 87             | 86             | 85             | 82             | 81             | 80             | 72             | 79             | 83             | 85             | 85             | 86             | 82.6           |
| ----------------------- | -------------- | -------------- | -------------- | -------------- | -------------- | -------------- | -------------- | -------------- | -------------- | -------------- | -------------- | -------------- | -------------- |
| Джерело: data.cma.cn    |                |                |                |                |                |                |                |                |                |                |                |                |                |